# カンボジア大虐殺
カンボジア大虐殺（カンボジアだいぎゃくさつ、英: The Cambodian genocide、クメール語：ហាយនភាពខ្មែរ または ការប្រល័យពូជសាសន៍ខ្មែរ）は、カンボジアで急進的に共産主義を推し進めたカンプチア共産党中央委員会書記長のポル・ポト率いるクメール・ルージュが引き起こした組織的迫害かつ虐殺である。1975年から1979年の間に150万から200万人が犠牲となり、これはカンボジアの1975年当時の人口（約780万人）の約4分の1に相当する。
ポル・ポトとクメール・ルージュは、長い間、中国共産党と党中央委員会主席毛沢東の支援を受けており、外国からのクメール・ルージュへの支援の少なくとも90%ほどが中国からだったと推定される。1975年だけでも中国から少なくとも10億ドルの無利息の経済的かつ軍事的な支援を受けていたとみられる。
1975年8月に政権を握ると、クメール・ルージュは、過激な毛沢東思想に基づき、文化大革命に影響を受け、国を農村社会主義に転換しようとした。ポル・ポトとクメール・ルージュの構成員が1975年6月に北京で毛沢東と会い、承認と助言を受けた一方で、その後、中国共産党中央政治局常務委員会の委員張春橋といった中国共産党の高官が支援を与えるためにカンボジアを訪問した。
目標を達成するために、クメール・ルージュは都市を空にし、強制的にカンボジア人を地方の強制労働収容所に移転させた。そこでは、大量処刑、強制労働、身体的虐待、栄養失調、病気が横行していた。1976年に、クメール・ルージュは国名を民主カンプチアに変えた。
大虐殺は、1978年にベトナム軍が侵攻したことで終わり、クメール・ルージュ政権が崩壊した。1979年1月までに、150万人から200万人がクメール・ルージュの政策で亡くなり、この人数には20万人から30万人の中国系カンボジア人、9万人のムスリム、そして2万人のベトナム系カンボジア人が含まれる。2万人が、クメール・ルージュが運用していた196ヵ所の収容所の一つであるS21を経験し、生存者はわずか7人だった 。
収容された者はキリング・フィールドに連行され、処刑され（しばしば、弾薬の節約のために、つるはしが使われた）、集団墓地に埋葬された。子どもの拉致と教化が幅広く行われて、残虐行為を犯すように説得または強制された。2009年の時点で、カンボジア・ドキュメンテーション・センターにより、処刑された犠牲者と推定される約130万人が埋葬されている23,745ヵ所の集団墓地が地図化されている。直接処刑された人数は、虐殺の犠牲者数の60%に上るとみられており、その他の犠牲者は飢餓、極度の疲労、病気で亡くなったとされる。
大虐殺は、2回目の難民の流出の引き金になり、難民の大多数が近隣のタイに逃げ、比較的少数ながらベトナムにも向かった。ベトナムがカンボジアに侵攻したことで、クメール・ルージュ政権が1979年1月に打倒され、大虐殺が終わった。2001年1月2日、カンボジア政府は、クメール・ルージュの指導者に対しカンボジア大虐殺に関与した責任を問うためにカンボジア特別法廷を設置した。裁判は2009年2月17日に開始され、2014年8月7日にヌオン・チアとキュー・サムファンが、大虐殺に関与した人道に対する罪で終身刑の判決を受け収監された。

## 歴史的な背景

### クメール・ルージュの台頭

#### カンボジア内戦
1968年に、クメール・ルージュは、公式にカンボジア全土で国家的な反乱を打ち出した。北ベトナムはこの決定を知らされていなかったものの、反乱が開始されてから、北ベトナム軍がクメール・ルージュにシェルターと兵器を援助した。こうした援助により、カンボジア軍が効率的に反撃することが不可能になった。その後の2年間で、ノロドム・シハヌーク（当時はシアヌークと表記されることも多かった）が止められなくなったために、反乱がより大きくなった。反乱が強大になったことで、政党はカンプチア共産党として正式に宣言した。
シハヌークは1970年に国家元首を解任された（1970年カンボジアクーデター ）。ロン・ヌル首相は国民議会の後押しを受けてシハヌークを追放し、親米政権のクメール共和国を設立した。中国共産党の助言を受け、シハヌークは追放先の北京でクメール・ルージュと同盟を組み、クメール・ルージュの名目上のトップになって、中国を後ろ楯に亡命政府（カンプチア王国民族連合政府）を支配した。ロン・ヌル軍の弱点を明確に認識し、アメリカ軍が航空戦力以外でいかなる形態の紛争に参加させられるのを嫌ったものの、ニクソン政権は新クメール共和国の支援を発表した。
1970年3月29日、北ベトナムはカンボジア軍に対し攻勢に出た。ソビエト連邦のアーカイブから明らかになった書類により、侵攻はヌオン・チアとの交渉の後にクメール・ルージュからの明確な要求でなされたものと判明した。北ベトナム軍はカンボジア東部の大部分を侵略し、プノンペンの15マイル (24km) 圏内にまで到達した。シハヌークの追放から3ヶ月後の6月までに、国の3分の1である北部全体から政府軍を一掃した。政府軍を打倒した後に、北ベトナム軍は、地方の反乱勢力に、奪取した新たな領土を渡した。クメール・ルージュはさらに南部と南東部で「解放された」地域を確立し、北ベトナムと独立に運用された。
シハヌークが訪問してクメール・ルージュへの支持を示すと、兵士の人員は6,000人から5万人に膨張した。新兵の多くは共産主義ではなく王を支持して戦った非政治主義の農民であり、ほとんど理解していなかった。
1975年までに、ロン・ノル政権が弾薬を切らしてアメリカからの支援が途絶えると、政権が崩壊するのは時間の問題だった。1975年4月17日に、クメール・ルージュがプノンペンを占領して内戦が終わった。

#### アメリカの爆撃
1970年から1973年にかけて、アメリカは、クメール・ルージュがカンボジアの農村を荒廃させたことに対して、大規模な爆撃を行った。初期の爆撃は実際に1969年3月18日に始まったが、それより数年早く始まった。
爆撃によるカンボジア市民とクメール・ルージュの死者数は論争となっていて、広義のカンボジア内戦から正確な数を探りだすことは困難である。3万人から50万人の範囲で見積もられている。シハヌークは死者数を60万人としている。

### クメール・ルージュに対する国際的な支援

#### 中華人民共和国

##### 毛沢東時代

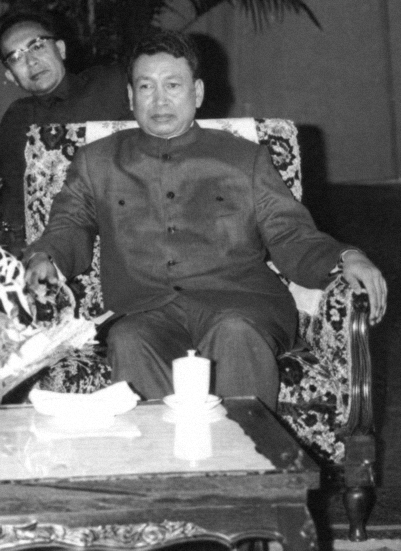
ポル・ポト(1978).

1950年代から、ポル・ポトは頻繁に中国を訪問して、中国共産党の党員から、政治的、軍事的な教育、特にプロレタリア独裁の理論についての教育を受けていた。1965年11月から1966年2月まで、陳伯達や張春橋といった共産党の高官から、中国共産主義革命、階級闘争、コミンテルンなどを教育された。またポル・ポトは鄧小平や彭真といった他の党員にも会った。特に政治的な粛清に関する康生の講義に感銘を受けていた。

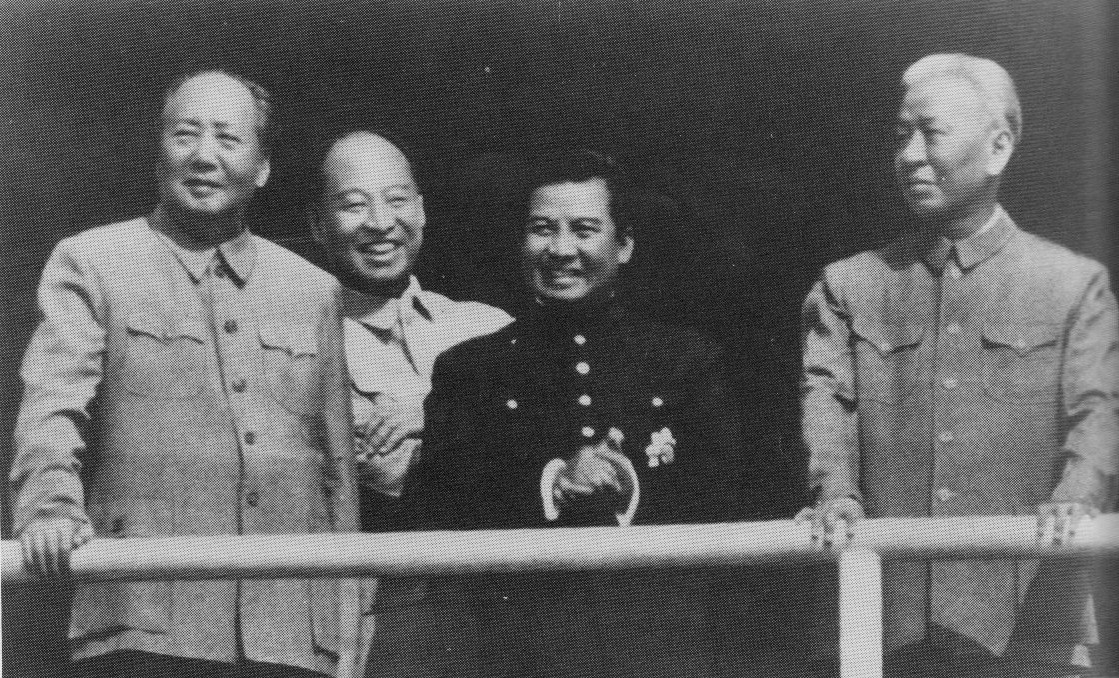
毛沢東、彭真、ノロドム・シハヌーク、劉少奇 (1965).

1970年に、ロン・ノルがシハヌークを追放して、シハヌークは、ポル・ポトが訪問していた北京に逃亡した。中国共産党の助言で、クメール・ルージュはシハヌーク支持に立場を変え、カンプチア民族統一戦線を設立した。伝えられるところによれば、中国は1970年だけで民族統一戦線に400トンの軍事的な援助を与えたとされる。1974年4月に、シハヌークとクメール・ルージュの指導者イエン・サリとキュー・サムファンが北京で毛沢東と会った。毛沢東はクメール・ルージュが提案した政策に同意したが、内戦に勝った後の新カンボジアにおいてシハヌークを社会的に排除することには反対した。1975年に、クメール・ルージュはクメール共和国を打倒して、カンボジア大虐殺を開始した。
1975年6月に、ポル・ポトとクメール・ルージュの構成員は北京で毛沢東と会い、毛沢東はポル・ポトに持論の「无产阶级专政下继续革命理论（プロレタリア独裁の下で革命を継続するための理論）」を説き、姚文元が執筆した2つの記事を勧め、カール・マルクス、フリードリヒ・エンゲルス、ウラジーミル・レーニン、ヨシフ・スターリンが執筆した30冊を超える本を贈った。
会合中に、毛沢東が以下のようにポル・ポトに述べた。
ポル・ポトは以下のように答えた。
一方で、1975年8月のもう一つの会合において、中国の首相周恩来は、中国の大躍進政策の失敗を引き合いに、シハヌークとイエン・サリ、キュー・サムファンを含むクメール・ルージュの指導者に対し、過激に共産主義を推し進める危険性について警告した。周恩来は大混乱を起こした失敗を繰り返さないように促した。シハヌークは後に、キュー・サムファンとイエン・チリトが「信じられないほど優れた笑顔」でしか反応しなかったことを思い出した
。
大虐殺中、中国はクメール・ルージュの主要な国際的パトロンであり、15,000人以上の軍事的な助言者とその他の外部からの援助のほとんどを与えた。クメール・ルージュを支援した外国人の少なくとも90%が中国出身とされ、1975年だけでも10億ドルの無利息の経済的、軍事的な支援があったとみられ、中国から一国に与えた支援の中で最大だった。しかし、1976年、一連の内部危機で、北京がクメール・ルージュの政策に対して実質的な影響を及ぼすことが出来なくなった。

##### 変遷期
毛沢東が1976年9月に亡くなってから、鄧小平が1978年12月に新たな最高指導者に就任するまで、2年間ほど移り変わりの時期があった。変遷期の1977年7月、ポル・ポトは中国に公式訪問して、華国鋒ら共産党の高官に歓迎され、人民日報は「柬埔寨战友（カンボジアから来た同志）」と呼んだ。ポル・ポトはまた、毛沢東時代に作られた大寨村の農業生産モデルを見学した。中国の副首相陳永貴ら大寨村の指導者が1977年12月にカンボジアを訪問して、共産主義に向かう活動成果を賞賛した。
民主カンプチアの指導者で国防大臣のソン・センが1978年に中国を訪問して、軍事的な支援を承認された。同年、汪東興、鄧穎超といった共産党の高官が援助のために訪問した。

##### 鄧小平時代
鄧小平が中国の最高指導者に就いてすぐに、ベトナムがカンボジアに侵攻して、1979年1月にクメール・ルージュが打倒され、大虐殺が終わった。その後、カンプチア人民共和国が樹立された。東南アジアのベトナムとソ連軍に対抗するために、中国は公式にベトナムの侵攻を非難し、民主カンプチアへの物資の支援を継続した。ベトナムのカンプチア侵攻への報復として、1979年初頭にベトナムへ侵攻した。しかし、鄧小平はシンガポールの首相リー・クアンユーとの会談で、戦争の規模、継続期間が限られていることを確信した。1ヶ月の戦争を経て、シンガポールは、カンボジア問題に関する中国とベトナムの仲介を引き受けた。

#### その他
ベトナムの勢力拡大を懸念するアメリカ及びASEAN諸国といった西側と中国が1978年から1979年にベトナム軍が侵攻したことに反対したので、民主カンプチア連合政府として知られるクメール・ルージュが支配した連合政権が代表権を確保した後、クメール・ルージュは国際連合におけるカンボジアの代表権を1982年まで確保し続けた。ベトナムとの対立に突き動かされた中国は、1979年から少なくとも1986年まで、クメール・ルージュの兵士を現地で訓練し、遅くとも1990年まで軍事的な助言者がクメール・ルージュ軍に帯同して駐在して、1980年代に少なくとも10億ドルが軍事的な援助に使われた。1991年のパリ平和協定の締結後、特にアメリカ合衆国とオーストラリアから、国際的な批判が起こり、いかなる直接的な軍事的援助が否定されたにも関わらず、タイはクメール・ルージュが活動を維持するためにタイとの国境を越えて交易、移動できるようにした。また、東南アジアでベトナムの影響を弱めるために、アメリカ合衆国が直接的あるいは間接的にクメール・ルージュを支援した疑惑が存在する。中国、アメリカ合衆国、西側諸国からの支援により民主カンプチア連合政府は国際連合で1993年まで代表権を握り、それは冷戦が終わってしばらく経った頃だった。

## イデオロギー
イデオロギーは、大虐殺において重要な役割を演じた。ポル・ポトは、マルクス・レーニン主義に影響され、カンボジアを、外国からの影響を受けず、完全に自給自足の農村社会主義に転換しようとした。スターリンの著作は、彼の思想においてcrucial formative influenceとされる。また毛沢東の著作（特にOn New Democracy）にも強く影響を受けている。歴史家のDavid Chandler (1992, p. 32)によれば、ジャン＝ジャック・ルソーは、ポル・ポトの最も好んだ作家の一人であった。1960年代半ばでは、ポル・ポトは、カンボジアを強大なクメール王朝の「神話的な過去」に戻し、外国援助と西洋文化のような不健全な影響を根絶して、農村社会主義を復元するといった目標に沿って、マルクス・レーニン主義における自らの思想をカンボジアの状況に適合するように再構築した。
カンボジアを農業のユートピアに変えねばならないといったポル・ポトの強い信念は、カンボジア北西部の田園地帯における経験に由来し、そこでは、クメール・ルージュ政権下で、ポル・ポトは、孤立した部族の完全な自給自足の農業に親近感を抱いていた。より大きな社会で、こうした目標を達成しようとする試みが、その後の大虐殺の重要なファクターになった。クメール・ルージュの指導者の一人は「大虐殺は民衆の純化の手段である」と述べた。
実際に、クメール・ルージュは、カンボジアのすべての民衆を強制的に移動労働チームに分けた。Michael Huntは「それは20世紀の革命で類を見ない社会動員の試みである」と記述している。民衆を従わせるために非人道的な強制労働、飢餓、強制移動、集団農業、国家テロを行った。クメール・ルージュの経済計画は、適切に「Maha Lout Ploh」と名付けられ、中国の大飢饉で数千万の死者を出した大躍進政策を直接的に言及したものだった。ケネス・M・クイン博士による「origins of the radical Pol Pot regime（急進的なポル・ポト政権の起源）」についての博士論文が、ポル・ポトとクメール・ルージュの大虐殺政策について初めてレポートしたものとして広く認められている。
クインは、東南アジアにおけるアメリカ合衆国国務省のForeign Service Officer(外交官)として勤務していた一方で、1973年から1974年の間の9ヶ月間で南ベトナム国境に駐在していた。そこで、クイン博士は、クメール・ルージュの圧政から逃れた数え切れないほどのカンボジア難民に取材した。編集した取材内容と直接目撃した残虐行為に基づいて、クイン博士は40ページのレポートを書き、そのレポートはアメリカ政府を通して提出された。クイン博士はレポートにおいて、「クメール・ルージュはソ連とナチス・ドイツの全体主義政権と共通点が多い」と記述している。
クイン博士は、クメール・ルージュについて以下のように記述している。
```
1970年代にカンボジアを席巻したテロや暴力を説明するにあたり浮かび上がったものは、疎外された小さな知識人の集団が、完全に腐敗した社会に激怒し、最短時間で純粋な共産主義の秩序を構築するための
毛沢東思想
に染まり、極めて若く、貧しく、嫉妬している幹部を集め、彼らに
スターリニズム
の助言者から学んだ厳しく残虐的な方法を教え、クメール王朝の文化的な基礎を物理的に破壊し、
粛清
、処刑、暴力により新たな社会を強行するために彼らを使ったことです
[
69
]
。
```

Ben Kiernanは、カンボジア大虐殺を第一次世界大戦中のオスマン帝国によるアルメニア人虐殺と第二次世界大戦中のナチス・ドイツによるホロコーストと比較した。それぞれが唯一無二である一方で、特定の共通点があった。人種差別が3政権のイデオロギーで重要な要素であり、3政権は宗教的な少数派を狙い、歴史的な中心部と信じていたもの（それぞれ、クメール王朝、トルキスタン、生存圏（Lebensraum））を展開するために実力行使を試みて、民族的な農民を真に国民的な階級、新国家が成長するための民族的な土壌として理想化した。

## 虐殺

### クラシサイド
クメール・ルージュ政権は頻繁に、専門家、知識人、仏教僧侶、少数民族だけでなく、カンボジアの旧政権や外国とつながっているという疑いで誰も彼も逮捕して処刑した。型にはまったように、眼鏡をかけたり複数の言語を話したりといった特徴で知識人と見なされれば、クメール・ルージュに反抗するおそれがあるとして処刑された。結果として、ポル・ポトはWilliam Braniginのようなジャーナリストや歴史家に「大虐殺の暴君」として記述されている。イギリスの社会学者マーティン・ショーは、カンボジア大虐殺を「冷戦時代における最も純粋な虐殺」と説明した。民族的、社会的、政治的な路線に沿ってカンボジア社会を純化しようとする試みが、ビジネスリーダー、ジャーナリスト、学生、医師、法律家に加えて、それまでのカンボジアの軍、政治指導部の粛清につながった。
民族的なベトナム人、タイ人、中国人、チャム族、カンボジア人のキリスト教徒、その他の少数派がターゲットにされた。クメール・ルージュは少数派を強制的に移動させ、彼らの言語を禁止した。法令により、クメール・ルージュはカンボジア人口の15%に相当する20以上の少数派の存在を禁止した。

### 経過
近年の日本では、このポル・ポト政権成立後の大虐殺は1978年12月に始まるベトナム軍のカンボジア侵攻後のベトナム側による暴露により、あるいは、1984年製作の映画『キリング・フィールド』により、世界的に広く知られるようになったと説明されることもある。しかし、事実は、ベトナム軍侵攻以前から、危険を冒して脱出してくる多数の難民らの証言を通して、広く国際的に話題となっていた。しかし、難民の証言には一般的に誇張が多いとして一般的に否定的見解を取る者らばかりでなく、親毛沢東主義の立場をとる者ら、米中を含む東南アジアにおけるベトナムの強大化を恐れる諸国等は、これを政治的に否定あるいは矮小化しようとする傾向があった。
実際には、カンボジアの首都プノンペンの陥落後に首都住民が地方に疎開させられ首都がゴーストタウンのようになったこと、クメール・ルージュと協力し反ロン・ノルのシンボルとなっていたシハヌークが表舞台から消え消息がつかめなくなったこと等から、早い時期から粛清が行われているのではないかとの観測があった。その後、シハヌークの生存は明らかになったものの（ただし、彼の子息は多くが殺害されたという）、ロン・ノル政権時の要人らの消息不明は続き、さらには虐殺を逃れてきた大量の難民の証言により、大量虐殺の存在が信憑性をもって語られるようになっていった。
1978年10月24日にはアメリカ上院議員100人の内、その大部分である80人が党派を超えて「カンボジア国民中少なくとも数十万人が組織的に虐殺された十分な説得力ある証拠がある」として、国務長官に国連の安全保障理事会で取り上げるよう要求する決議をしている。しかし、アメリカ政府自体は、12月のベトナムによるカンボジア進攻開始に対し、ベトナムの進攻を非難・反対する立場をとっている。

### 国内の粛清
大量虐殺は、最初は、地方の集団農場に疎開させられ、集団農業に従事させられていた旧ロンノル政権時の兵士･政府職員らに対して行われていることが難民らにより伝えられている。その後に伝えられる主な対象者は前述の通りだが、ポル・ポト政権崩壊後、分かってきた事実によれば、地域的に大掛かりなものとしては、やがてベトナム国境地域の軍がベトナムと結んで反乱を起こすのではないかと見られた、ついで、不作となった地域で政権中枢への不満が高まった、さらには、人脈的な権力闘争･路線闘争も絡んでといった風に、地域ごとにそれぞれの事情で起こっていったようである。
前記ベトナム国境地域について言えば、1978年、ポル・ポトは、ベトナムに汚染されたとみなした東部の軍事区域を粛清するために、軍の部隊に対して南東の区域からカンプチア東部に移動し、「隠れた裏切り者」を排除するように命じた。カンプチア政府の攻撃に耐えられずにソー・ピムは自殺し、副官のヘン・サムリンはベトナムに逃亡した。東部区域における虐殺は、ポル・ポト政権の大虐殺で行われた中で最も深刻なものだった。これは「党、軍、民衆の大規模かつ無差別な粛清」と説明された。

### 宗教グループ
熱心なマルクス・レーニン主義の無神論者だったポル・ポトの指導の下で、クメール・ルージュは国家無神論政策を施行した。Catherine Wessingerによれば、民主カンプチアは公式な無神論国家であり、クメール・ルージュによる宗教迫害が、アルバニアの共産主義国家と北朝鮮による宗教迫害の過酷さで一致していた、とされる。すべての宗教が禁止され、ムスリム、キリスト教徒、仏教徒が広範囲で抑圧された。5万人もの仏教の僧がクメール・ルージュにより虐殺されたと推定される。

## 子供の利用
クメール・ルージュは、虐殺中やその後の大量虐殺およびその他の残虐行為を行わせるために、徴集された数千人の子どもたちを利用した。教化された子どもたちは、いかなる命令にも躊躇わず従うように教えられた。教師･医師といったインテリ層を中心に大人が殺され、子どもが少年兵等として使用され残されていることから、完全に洗脳した子どもばかりを育てることによって、ポル・ポトらは永久政権を作ろうとしているのではないかとの見方も海外からはあった。
ある収容所では、ある被収容者が、看守を務めていた子どもらにイソップ物語を語って聞かせていた。子供らはこの人物のことを「お話名人」と呼んで、処刑命令が来ても助けてやろうと決めていたという。
クメール・ルージュは少なくとも1998年まで子どもを強制的に集め、利用し続けた。この期間中、子どもたちは弾薬の運搬などの無給で補助的な役割を与えられ、兵士としても配備された。多くの子どもたちは自力で食べていく手段がないままクメール・ルージュから逃げて、政府軍に参加すれば生き残れると信じていた。しかし、しばしば地方の司令官はいかなる利益も与えることを拒否した。

## 拷問と医学実験
また、クメール・ルージュは収容者に対して拷問のような医療実験を行ったことでも知られている。民衆は政府に反抗した疑いや他者が拷問で名前を挙げたために収監され、拷問された。クメール・ルージュが遺族による復讐を恐れたために、女性や子どもを含む家族全員が収監された。ポル・ポトは「雑草を枯らしたいならば、根を枯らすべきだ」と述べた。収容者のほとんどは収監された理由すらも知らず、あえて看守に尋ねたならば、看守はオンカー（カンプチア共産党）は決して間違いを犯さないとだけ答え、それは彼らが違法行為を犯したに違いないことを意味した。
S21の記録と裁判の書類の両方で多くの拷問の記録が残っている。生存者のBou Mengが著書（Huy Vannak執筆）で語ったことによれば、拷問は凶悪かつ悪質であり、収容者はスプーンを使ってまであらゆる手段で自殺しようとしたために、自殺や逃亡を防ぐために常に両手を後ろで縛られた。有用な情報を得られないと見なされれば、目隠しをつけられキリング・フィールドに送られた。そこでは、銃弾が高価なために、大鎌、釘、ハンマーといった金属製品を使って夜中に殺害され、集団墓地に葬られた。しばしば、彼らの悲鳴が、民主カンプチアのプロパガンダ音楽を流すスピーカーや発電設備の雑音で覆い被された。

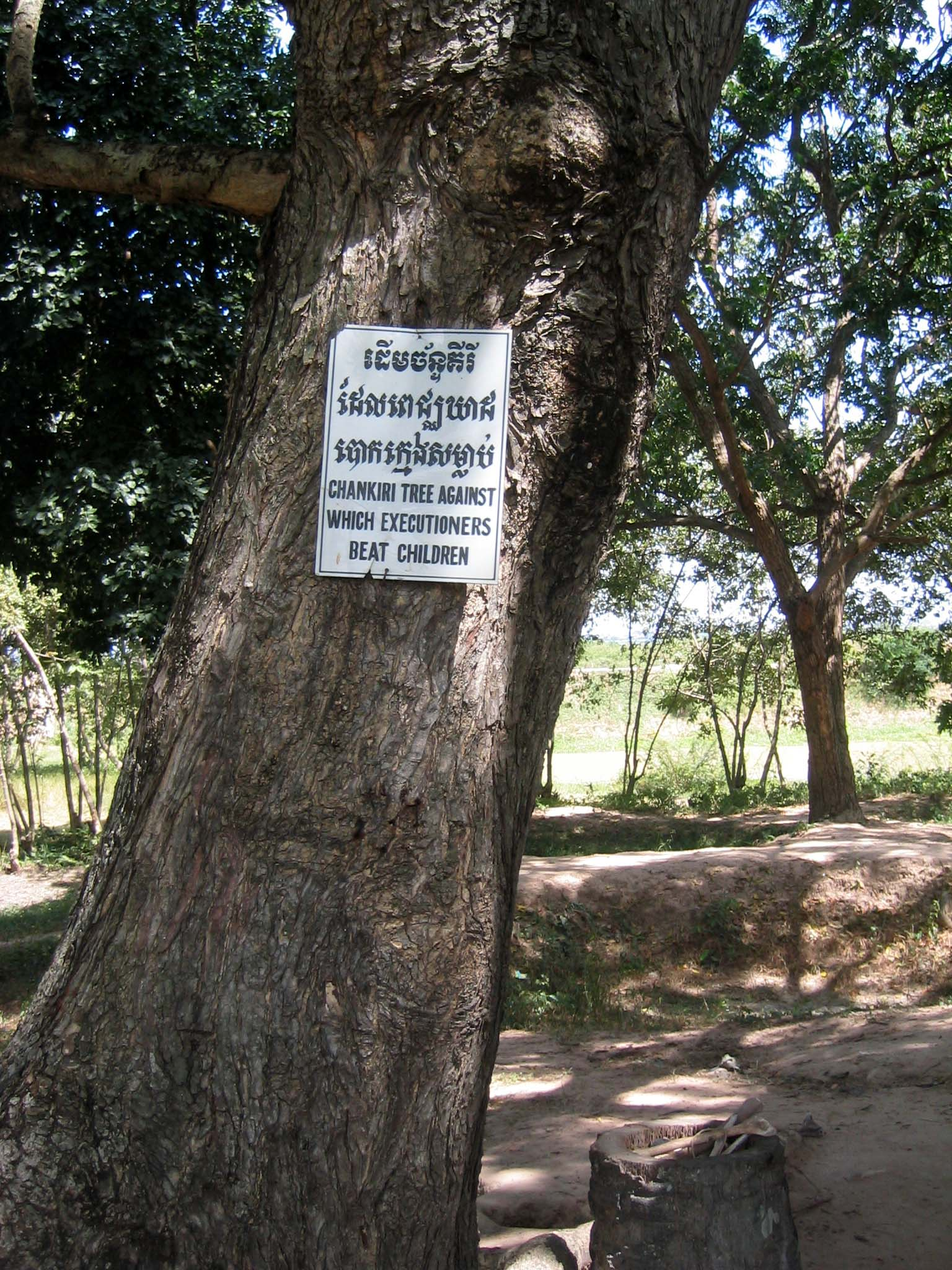
A Chankiri Tree. The sign reads "Chankiri Tree against which executioners beat children"

S21では、子どもに対しては特別な扱いがなされた。母親や身内から引き離され、キリング・フィールドに送られ、Chankiri Treeと呼ばれる木に激しくぶつけられた。民主カンプチア全体にあるS21に似た収容所の赤子に対しても同様の扱いがなされたとされる。
また、S21には政権により捕らえられた少数の欧米人がいた。一人はイギリスの教師John Dawson Dewhirstで、ヨットに乗っているところを捕らえられた。看守の一人Cheam Soeuは欧米人の一人が生きたまま燃やされたと述べたが、カン・ケク・イウ（同志ドッチ）がそれを否定した。ドッチは、ポル・ポトが遺体を燃やすように言ったとし、あえて命令に背く者は誰もいなかったと述べた。
拷問は収容者に自白させるための手段だけではなく、看守の娯楽のためでもあった。もし収容者を手厚く扱ったら、自分自身が収容者にさせられるかもしれないと恐れていた。
クメール・ルージュ政権下で、それまでいた医師は殺害されるか僻地に送られ農民として働かされ、プノンペンの医学部の図書館は燃やされた。その後、政権は子どもの医師を雇ったが、まだ10代であり、ほとんど訓練を受けていなかった。西洋医学（資本家の発明と見なされ禁止されていた）の知識などなく、自分自身で実験を行い、進歩しないといけなかった。西洋の医薬品などなく（クメール・ルージュによれば、カンボジアは自給自足でなければならなかった）、すべての実験は麻酔薬なしで組織的に行われた。
S21で働いていた医師によれば、17歳の少女が殴られる前にのどを切らされ、腹部に穴を開けられ、一晩中水につけられた。この手順は何回も繰り返され、麻酔薬なしで行われた。
コンポンチャム州の病院では、子どもの医師が不同意のまま、生きている人の腸を切り取り、治癒過程を研究するために端を繋げた。この患者は、この「手術」のせいで3日後に亡くなった。
同じ病院で、クメール・ルージュにより訓練された「医師」が心臓の鼓動を見るためだけに生きている人の胸部を切り開いた。その結果、患者は即死した。
その他の証言によれば、クメール・ルージュの政策と同じように、極端な例は存在しないとされる。ココナッツジュースを注射し効果を研究するといった薬物実験も行われた。ココナッツジュースを注射すると、大抵は死に至る。

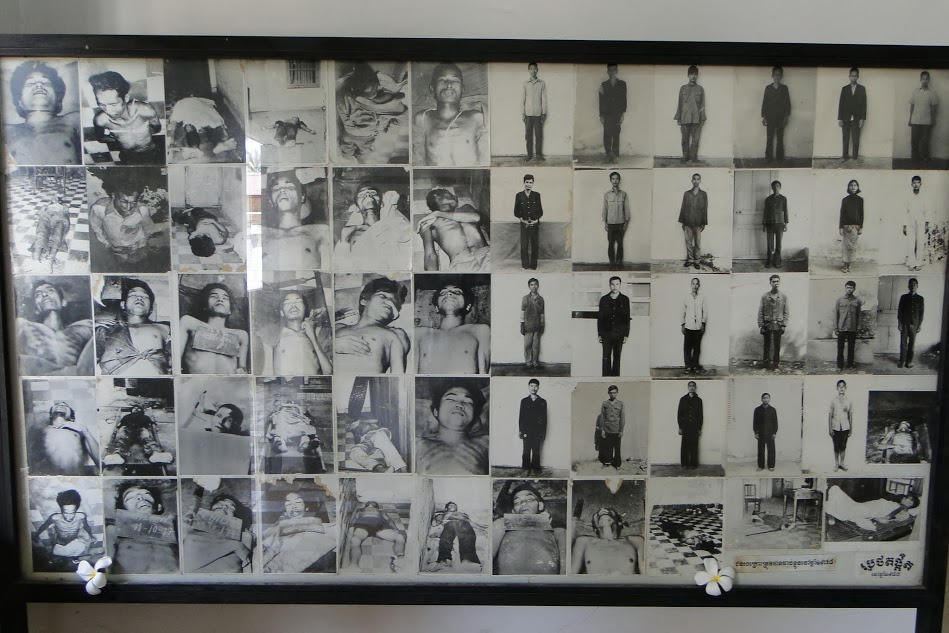
Tuol Sleng genocide museum
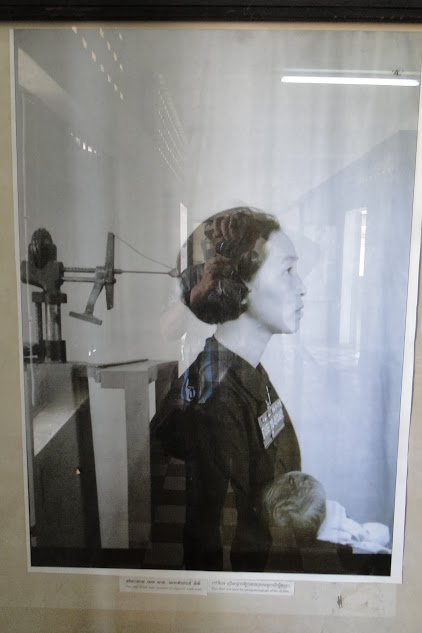
Photo from genocide museum
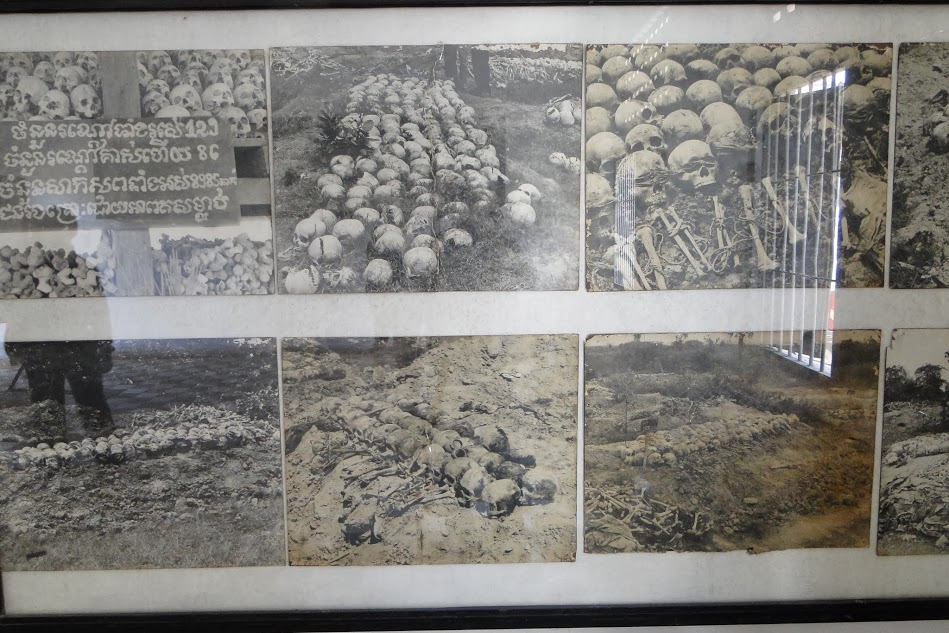
Tuol Sleng
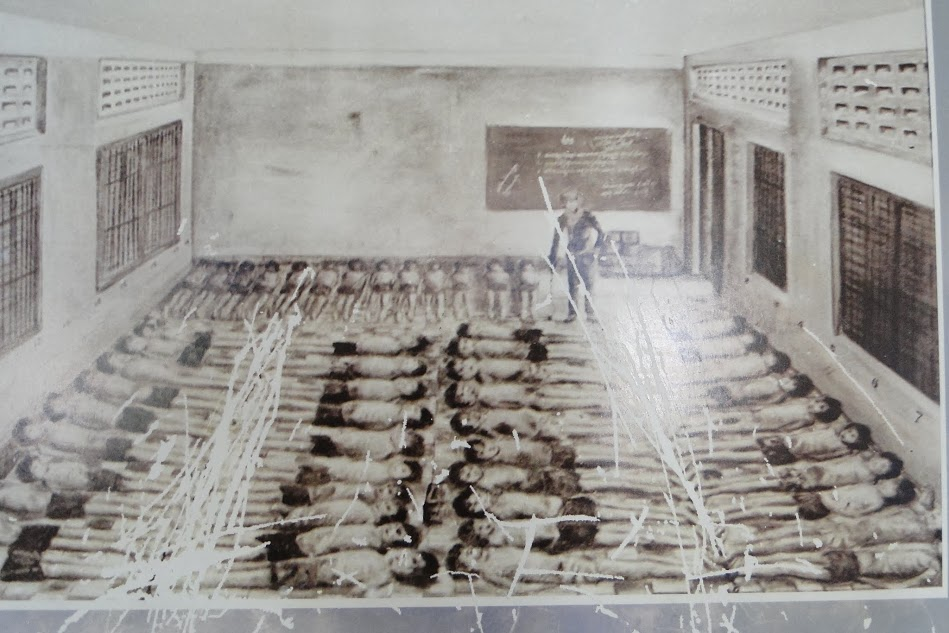
Tuol Sleng
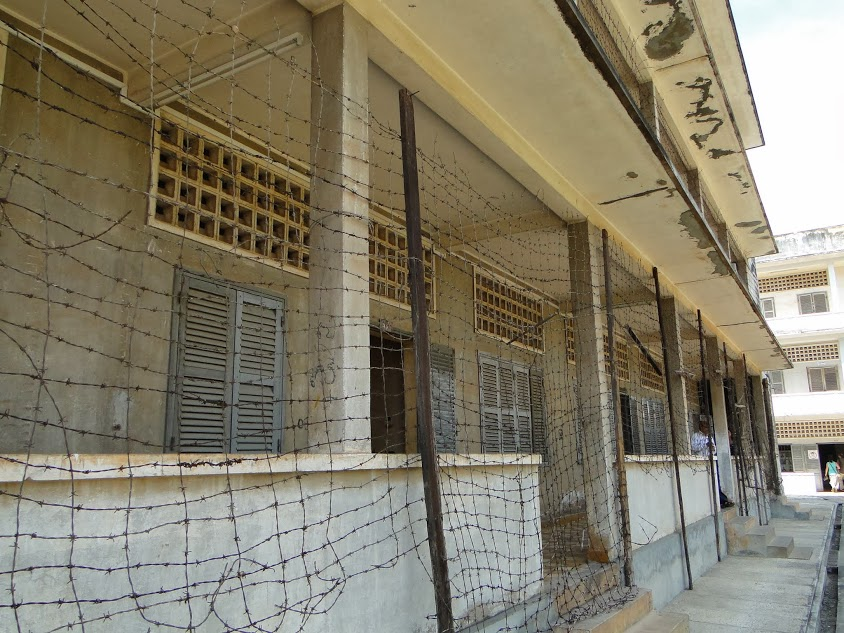
Genocide museum
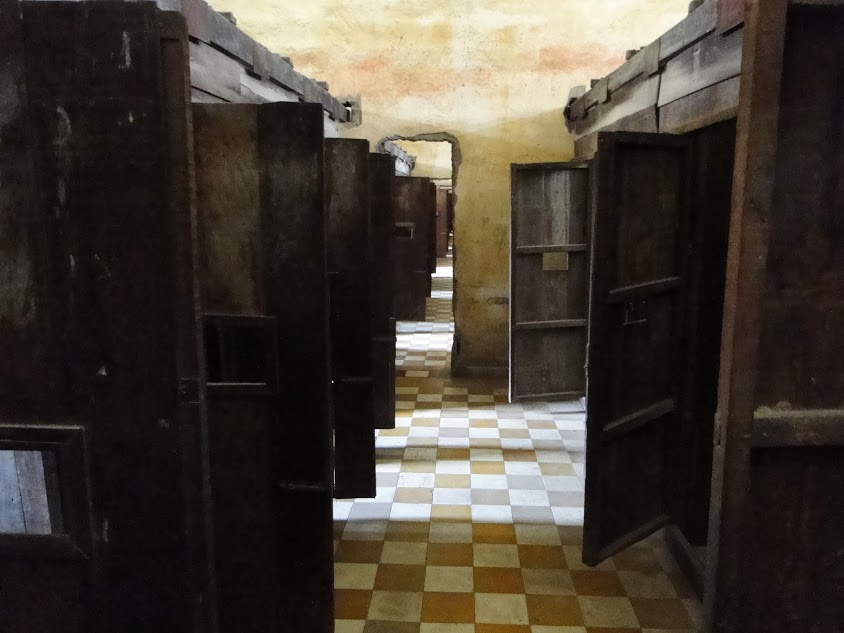
In the museum

## 死亡者数
Ben Kiernanは、167万1‚000人から187万1‚000人のカンボジア人がクメール・ルージュの政策で亡くなったと推測しており、これは1975年当時のカンボジアの人口の21%ないし24%に相当する。フランスの人口統計学者Marek Sliwinskiの研究では、1975年当時のカンボジアの人口780万人に対し、クメール・ルージュ政権下での不自然な死者数が200万人弱と計算された。カンボジア女性の15.7%が亡くなったのに対し、カンボジア男性の33.5%が亡くなった。2001年の学術的な出典によれば、100万人から300万人といった数字が引用されている一方で、クメール・ルージュ政権下での超過死亡数が150万人から200万人とした見積りが最も広く受け入れられている。従来は、処刑された死者数を50万人から100万人とした見積りが受け入れられており、これは「期間中の超過死亡率の3分の1から2分の1」に相当する。しかし、2009年の研究を引用した2013年の学術的な出典では、処刑された死者数が全体の60%に相当する可能性があると示し、処刑されたと推定される約130万人の犠牲者が23,745ヵ所の集団墓地に埋葬されているとする。処刑された死者数に関して、比較的早期に幅広く受け入れられた見積りよりもかなり高い一方で、カンボジア・ドキュメンテーション・センターのCraig Etchesonは、100万人以上が処刑されたという見積りについて、「集団墓地の性質とセンターの方法を考慮したもっともらしいものであり、過剰な見積りどころか、かえって死者数が実際より少なく見積もられている可能性が高い」と主張している。人口統計学者Patrick Heuvelineは、117万人から342万人のカンボジア人が1970年から1979年までの間に不自然に亡くなったとして、その中で内戦の死者数を15万人から30万人と見積もっている。Heuvelineの推定中央値は、252万人の超過死亡数で、その中の140万人については暴行が直接的な理由としている。カンボジア人の戸別調査に基づいているにも関わらず、クメール・ルージュの後継政権のカンプチア人民共和国は死亡者数を330万人と発表し、これは一般に誇張とされる。他の方法論的なエラーの中で、カンプチア人民共和国の当局は、部分的に発掘された集団墓地で発見された死者の推定数を生の調査結果に加えた。これは、一部の死者を二重に計上していることを意味している。

## 民主カンプチアの崩壊後

### 戦争犯罪の裁判

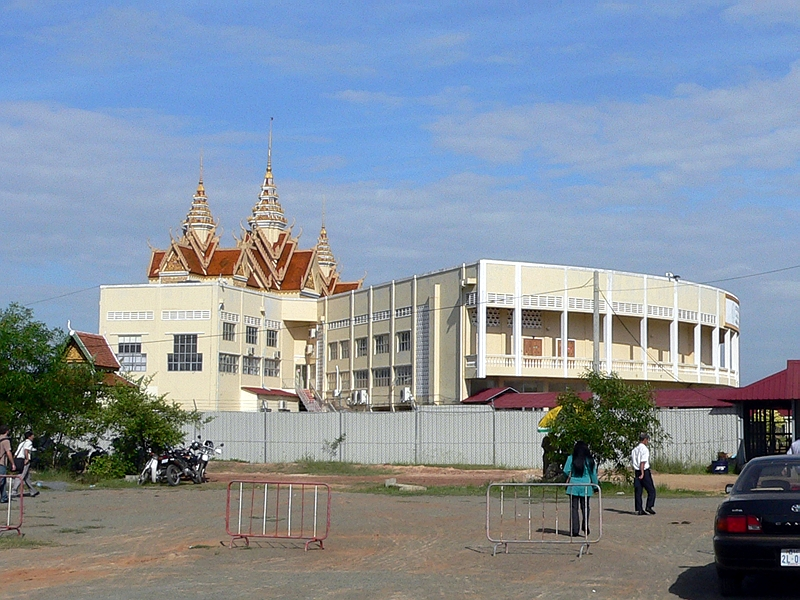
法廷がある裁判所本館

1979年7月15日、クメール・ルージュ政権崩壊を受けて、カンボジアの新政府は「法令No. 1」を制定した。これにより大虐殺の犯罪に関与したポル・ポトとイエン・サリの裁判を開くことが可能になった。彼らの弁護にはアメリカのHope Stevens弁護士がつき、欠席裁判で有罪判決を受けた。2001年1月、カンボジアの国民議会は、さらにクメール・ルージュ政権のメンバーを裁くための法律を制定した。
アメリカは、1980年代を通して東南アジアにおけるベトナムやソ連の影響に対するヘッジとしてポル・ポトを外交的に援助していたために、1989年までクメール・ルージュの残虐行為への言及を避け、1997年までポル・ポトを逮捕して裁判にかけることを承認しなかった。また、裁判において、ベトナム戦争中にアメリカがカンボジアを空爆したことに対する合法性を問われる可能性があるという憶測もあった。
1999年、カン・ケク・イウ（ドッチ）は、Nic DunlopとNate Thayerによる取材において、17,000人の政治犯が処刑されたS21において犯した罪を認め、自らの行いに対して悲しみの気持ちを表し、法廷に立ち、以前の仲間に対する証拠を提出する意向を示した。2009年2月と3月の裁判において、ドッチは自らがS21における犯罪の張本人であると認めた。2010年7月26日、人道に対する罪、拷問、殺人の罪で有罪判決を受け、懲役35年の刑を言い渡された。2012年2月3日、終身刑に変更された。ドッチは2020年9月に肺の病気で亡くなった。
ヌオン・チア（ブラザー・ナンバー・ツー）は、2007年9月19日に逮捕された。2013年の裁判の終わりに、すべての罪を否認し、虐待したり、食べ物を奪って殺害したり、虐殺を犯すように命じたことはないと主張した。2014年に有罪判決を受け、終身刑を言い渡された。ヌオン・チアは悔恨の気持ちを表し、罪に対する道徳的な責任を受け入れ、「公衆、被害者、遺族、そして、すべてのカンボジア国民に対して心から謝罪する」と述べた。
イエン・サリはプノンペンの富裕層向けの別荘に住んでいたが、妻でクメール・ルージュ政権の非公式のアドバイザーだったイエン・チリトとともに、2007年11月12日に逮捕され、人道に対する罪で起訴された。2011年11月17日、チリトは医療関係者の評価により、裁判を受けられる精神状態ではないと判断された。2013年、裁判の進行中にサリは心不全で亡くなった。
もう一人の上級指導者だったキュー・サムファンは、2007年11月19日に逮捕され、人道に対する罪に問われた。2014年に有罪判決を受け、終身刑を言い渡された。2017年6月23日の聴取で、サムファンは、罪のない犠牲者たちの記憶に頭を下げたいと述べたが、同時に、より明るい未来を手に入れるための理想のために戦った人々のために苦しんだとも主張した。。

### 大虐殺の否定
ポル・ポトは、1998年4月15日に亡くなる数ヶ月前に、Nate Thayerの取材を受け、自らが潔白であり大虐殺に対する責任を否定し、闘争を行ったのであり、殺人を犯すつもりはなかったと主張した。Alex Alvarezによれば、ポル・ポトは自らを誤解され不当に中傷された人物として描写していた。2013年、カンボジア首相フン・センは、全会一致でカンボジア大虐殺とその他のクメール・ルージュの戦争犯罪の否定を禁じる法律を制定した。この法律は、ホロコーストが終わった後にヨーロッパ諸国が制定した法律を反映している。
この法律は、反対派のリーダーのケム・ソカー（カンボジア救国党副党首）の意見に関わらず、制定された。ソカーはS21の展示は捏造であり、1979年のベトナムの侵攻の後にベトナムによりでっち上げられたと主張した。カンボジア救国党は、ソカーの意見が文脈を無視して解釈されたと主張した。

### 中国からの支援の否定
一時期クメール・ルージュのメンバーだったカンボジア首相のフン・センは、中国をカンボジアにおける諸悪の根源と称した。しかし、1997年7月にクーデターで国内の政敵を追放してからは、西側の怒りをかきたてる中で、中国はすぐに現状を認識して軍事的な援助を申し出た。新たな関心は同盟につながった。その後、2000年に中国共産党総書記と中国の国家主席の江沢民が、1963年以降の中国の指導者として初めて、カンボジアを公式訪問した。
2000年12月、江沢民がカンボジアを訪問している間に、中華人民共和国外交部は「北京はクメール・ルージュ政権の悪い政策を援助したことはなく、謝罪を拒否する」との声明を発した。当時の外交部アジア局副局長の杨燕怡は以下のように述べた。
これはカンボジア自身で取り組むべき内政問題である。中国は他国の内政を干渉したことは決してない。特定の歴史時代における我々の援助はカンボジアの主権と国家的な独立を守る努力を助けるためになされたものである。我々は他国の悪い政策を決して援助しない。
公式訪問中に、江沢民はノロドム・シハヌークとカンボジア首相フン・センと会談し、カンボジアに対する1,200万ドルの支援を提供する契約書に調印した。カンボジア政府は江沢民の公式訪問中にクメール・ルージュ問題について言及することはなかったものの、抗議者は中国からの謝罪と賠償金を要求し、未だに続いている。2015年、カンボジア・ドキュメンテーション・センターの事務局長Youk Chhangは「中国側顧問は看守や最高指導者に至るまで同席した。中国はこれについて一度も認めず、謝罪もしていない。」と指摘している。
2009年、クメール・ルージュの元指導者の裁判中に、外交部の報道官姜瑜は以下のように述べた。
長い間、中国は民主カンプチアを含む、過去のカンボジア政府と正常で友好的な関係を築いてきた。周知のように、民主カンプチア政府は国際連合に代表権を持ち、70ヶ国以上と外交関係を持っていた。

### 現在の認識
紆余曲折はあったものの虐殺責任者への裁判が行われ、また、虐殺が行われ大量の遺骨が発掘された収容所S21 (トゥール・スレン)には国立の「トゥール・スレン虐殺犯罪博物館」が建設され、遺骨なども展示されている。しかし、虐殺のあった集団農場等ではあまりに纏まって証言者となるべき世代の者らが殺されたため、結果的にこの経験を語ることの出来る者があまりにも少なくなっている節がある。民主カンプチア政権崩壊後は、ポルポト派を含めたアメリカ・アセアン諸国（当時）の支援する三派連合とベトナムの支援するヘン・サムリン政権との内戦が続き、その後国際非難を恐れたベトナムが撤退し、2009年国連監視のもとに民主選挙が行われることになったが、今度は選挙自体に反対するポル・ポト派や有利な選挙結果を勝ち取ろうとする派が互いに激しい抗争と暗殺事件を起こし合い、そのため、むしろ、その時期を恐怖の思い出とする者が多いとする説もある。

### 救助者の認識
2011年から2015年まで続いた救助者展により、命懸けで他者を助けた人々が広く認識されるようになった。カンボジアの救助者は他の虐殺における勇気ある人々とともに対になっている。
オーストラリアの社会調和団体「Courage to Care」もカンボジア大虐殺の救出者に対して同様の認識を示しており、同団体はこのテーマに関する教育資料を出版している。

## 文学とメディア
- フランソワ・ポンショー（英語版）の著書『Cambodge année zéro ("Cambodia Year Zero") 』が1977年に出版され、1978年には英語に翻訳された[121]。ポンショーは、カンボジア大虐殺に対し世界の関心をもたらした最初の著者の1人だった[122]。ポンショーは、大虐殺について「was above all, the translation into action the particular vision of a man [sic]:A person who has been spoiled by a corrupt regime cannot be reformed, he must be physically eliminated from the brotherhood of the pure」と述べた[123]。ジョン・バロン（英語版）とAnthony Paulの著書『Murder of a Gentle Land: The Untold Story of a Communist Genocide in Cambodia』が1977年に出版された[124]。この本は難民の話を参考にしていて、リーダーズ・ダイジェスト掲載の要約版が広く読まれた[125]。
- 大虐殺の生存者である映画監督のリティ・パニュは多くの人々から「the cinematic voice of Cambodia」と見なされている。パニュは『S21 クメール・ルージュの虐殺者たち（英語版）』『消えた画 クメール・ルージュの真実』を含む、大虐殺に関するいくつかのドキュメンタリーを監督し、批評家により、「allow[ing] us to observe how memory and time may collapse to render the past as present and by doing so reveal the ordinary face of evil」と記されている[126]。
- 大虐殺は1984年アカデミー賞の受賞映画『キリング・フィールド』[127]とパトリシア・マコーミック（英語版）の2012年の小説『Never Fall Down』で描写されている[128]。
- また大虐殺は、ルオン・ウン（英語版）の2000年の伝記『最初に父が殺された 飢餓と虐殺の恐怖を越えて（英語版）』で詳細に語られた[129][128]。この本は、アンジェリーナ・ジョリー監督によって2017年に映画化された（『最初に父が殺された』）。クメール・ルージュ政権下の1975年を舞台に、兄弟が強制労働収容所に送られ、自らは強制的に少年兵として訓練させられた5歳のウンについて描写している[130]。
- Year Zero: The Silent Death of Cambodiaは、オーストラリアのジャーナリストジョン・ピルガーによって書かれ、発表された1979年のイギリスのテレビドキュメンタリーである[131][132]。1979年10月30日にイギリスで最初でテレビ放映され、映画では、1970年代にベトナム戦争の秘密作戦においてアメリカ合衆国がカンボジアで広範囲に爆撃した様子と、その後にポル・ポトとクメール・ルージュの民兵が引き起こした残虐行為と大虐殺、人々の貧困と苦しみ、西側から与えられてからずっと支援が限られた様子が詳細に語られた。ピルガーの最初のレポートがデイリー・ミラーの特別号に掲載された[133][134][135]。

その他の映画
- 空白のページ（1991年、カンボジア・スイス、ホー・クァン・ミン監督）
- おばあちゃんが伝えたかったこと カンボジア・トゥノル・ロ村の物語（ドキュメンタリー、2011年、カンボジア、エラ・プリーセとヌ・バ共同監督）
- シアター・プノンペン（2014年、カンボジア、ソト・クォーリーカー監督）
- 運命の門（2014年、フランス・カンボジア・ベルギー、レジス・ヴァルニエ監督）
- FUNAN フナン（アニメ、2018年、フランス・ルクセンブルク・ベルギー、ドゥニ・ドゥ監督）

## 関係文献
- Tyner, James A. (2018) (英語). The Politics of Lists: Bureaucracy and Genocide Under the Khmer Rouge. Morgantown: West Virginia University Press. ISBN 978-1-946684-42-4